# LED TV

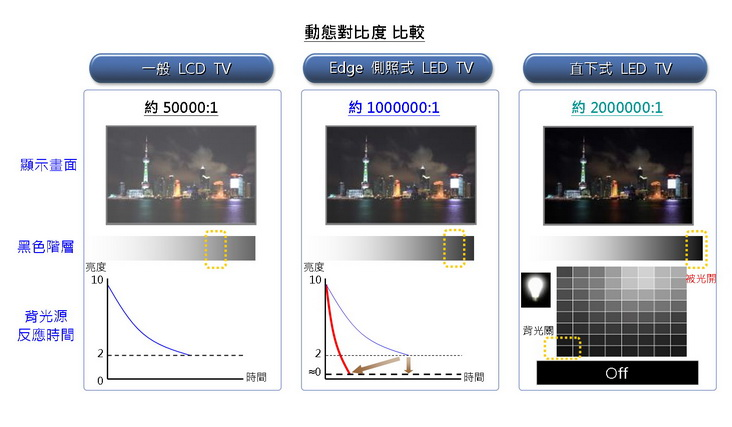
Porovnání kontrastu u různých druhů LCD TV (LCD, Edge LED a Direct LED)

LED TV je marketingový název, se kterým přišla společnost Samsung (LCD televize s LED podsvícením) a termín používají i společnosti Panasonic, Toshiba, Philips, LG, ProScan a Vizio. Toto označení používají u svých LCD (displej z tekutých krystalů) televizorů, které používají LED podsvícení. Termín LED TV je zpochybňován, protože u televizorů se nejedná o obraz tvořený LED, ale pouze o podsvícení obrazových bodů, obrazové body se i u těchto panelů (televizí) skládají z tekutých krystalů (LCD). Takže se stále jedná o LCD televizory s novým marketingovým názvem, ve kterém se úplně a zcela technicky nesprávně vypouští pojem LCD. Nyní používá Samsung u svých LCD TV nový marketingový název QLED.
Společnost ASA (Advertising Standards Autority – korektní reklamní kampaně) oznámila, že termín "LED TV" se ve Velké Británii smí používat pouze tehdy, je-li dále uvedeno, že televizor používá technologii LED podsvícení.
LED jsou v současné době ještě příliš velké, aby z nich bylo možno vyrobit jednotlivé pixely do běžného televizoru. Použití skutečného LED displeje je tedy možné jen pro mnohem větší obrazovky, např. sportoviště nebo reklamní plochy. Je pravděpodobné, že se výrobci rozhodli označit svoje řady LCD televizorů jako LED TV, aby utržili něco z nastupující technologie OLED televizí, která je považována jako nástupce LCD technologie. TV obraz u OLED zobrazovací technologie pracuje na principu organických LED (OLED).

## Způsoby LED podsvícení
Existuje několik způsobů podsvícení LCD panelu pomocí LED. Všechny mají příznivý vliv na spotřebu a životnost televizoru a s výjimkou technologie Edge LED i přínos v kvalitě obrazu.

### RGB LED
Používají se skupiny čtyř LED (červená, modrá, dvě zelené), které jsou rozmístěny maticově po celé ploše panelu. U této technologie lze použít tzv. "local dimming", což je ztlumení jednotlivých LED v místě, kde je třeba dosáhnout sytější černé barvy. Lze dosáhnout vyšších hodnot barevného spektra než u jiných způsobů podsvětlení.

### Direct LED
Opět maticové rozložení LED za panelem, ale používají se pouze bílé LED. Také lze použít funkci "local dimming" a dosáhnout vyššího kontrastu.

### Edge LED
Bílé LED jsou umístěny pouze po okrajích panelu a pomocí sítě speciálních světlovodů s odraznými ploškami se světlo z LED rovnoměrně rozptýlí za LCD panelem. Výhodou této technologie je použití menšího počtu LED a tím i snížení nákladů na výrobu a tedy i ceny, panel může být také velmi tenký. Nevýhodou je, že nelze použít funkci "local dimming" tak přesně, jako při Direct LED. Obraz současných LED TV s tímto systémem podsvícení i tak patří k tomu nejdokonalejšímu, co současný trh nabízí. Společnost Sharp, která tvrdila, že tento způsob podsvícení není dokonalý, tento způsob začala používat rovněž. Světlovody za obrazovým panelem jsou generačně zcela jinde než u prvních TV, které výrobci označovali LED TV, rozdíl mezi podsvícením sítí LED, který se nazývá RGB LED a EDGE LED, je neznatelný, tomu napomáhají i různé speciální fólie z přední strany panelu, čímž výrobci zcela dohnali veškeré výhody systému RGB LED.

## Rozdíly mezi LCD podsvícenými pomocí CCFL a LED

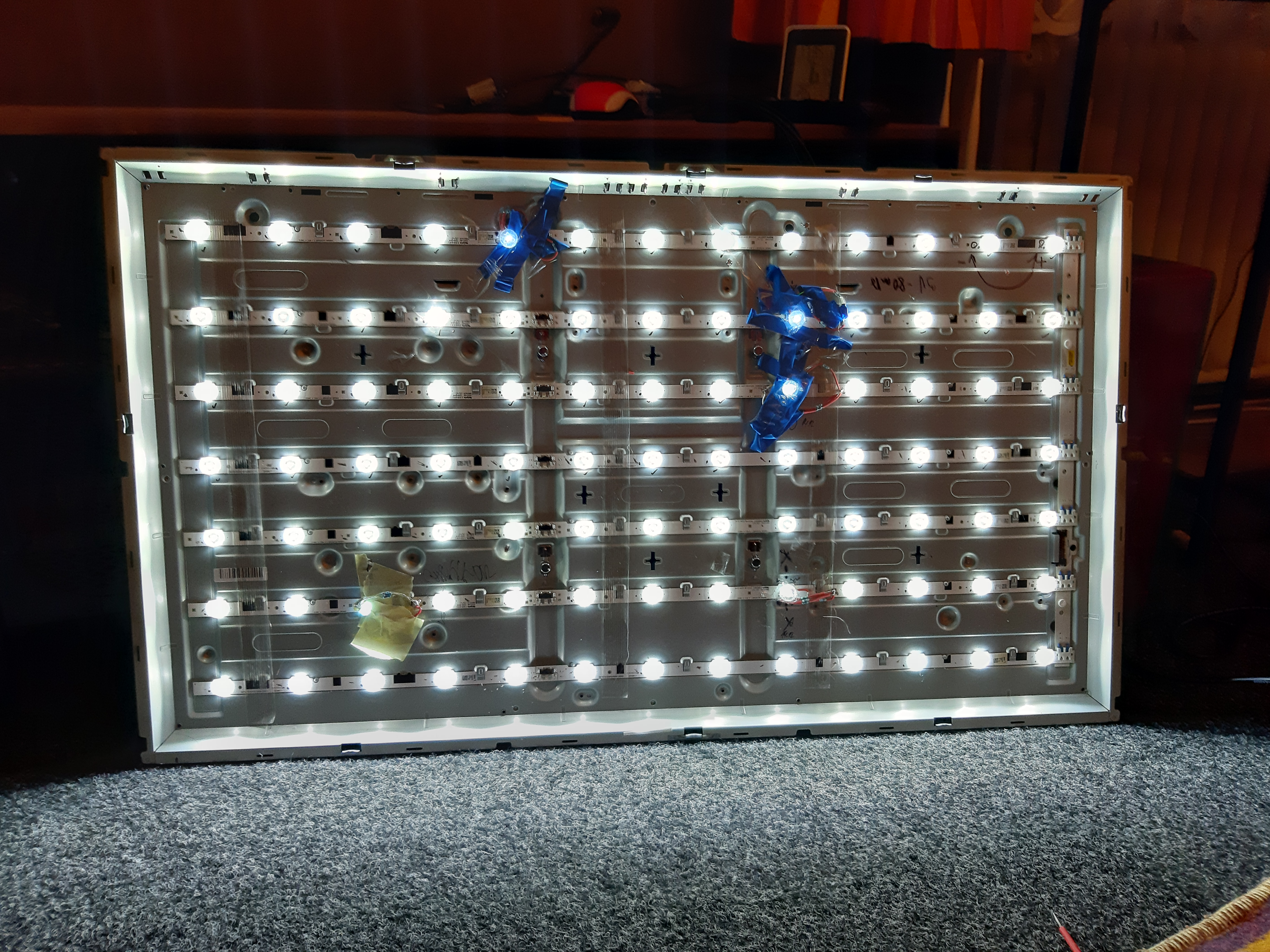
Laická oprava diod sloužící k podsvícení displeje u televize

LCD televizory podsvícené pomocí LED se v některých oblastech liší od běžných LCD televizorů podsvícených pomocí trubic CCFL:
- Poskytují velmi jasný obraz a hlubokou černou (kromě Edge-LED).
- Při použití Edge-LED podsvícení může být panel velmi tenký.
- Zřetelně nižší spotřeba energie při stejném nastavení obrazu.
- Mohou nabídnout širší barevné spektrum, zejména při použití RGB-LED podsvícení.
- Mohou mít horší podání barev, zejména dlouhovlnných, bílá může mít modrý nebo modrozelený nádech při podsvícení bílými LED, které jsou použity s příliš vysokou teplotou chromatičnosti kvůli zvýšení svítivosti.
- Lepší a rovnoměrnější podsvícení celé plochy.
- Několikanásobné zvýšení kontrastu.

## Technologie
Výrobci televizorů mohou používat LED podsvícení místo standardních zářivek se studenou katodou (CCFL), které se používají ve většině LCD televizorů. Je důležité rozlišovat tuto metodu podsvícení běžných LCD panelů od skutečného LED displeje, nebo OLED displeje. Televizory nazývané jako „LED televizory“ jsou diametrálně odlišné od OLED, OEL nebo technologií AMOLED.
LED podsvícení nabízí několik obecných výhod nad běžným CCFL podsvícením televizorů, typicky nižší spotřebu energie a vyšší jas. Ve srovnání s CCFL poskytuje LED podsvícení větší barevnou škálu (více než 100% Adobe RGB). Ovšem i moderní CCFL dosahují široké barevné škály a nízké spotřeby energie. Hlavní překážkou pro široké použití LED podsvícení pro LCD televizory jsou výrobní náklady, proto jsou tyto televizory dražší. Odlišné druhy LED podsvícení nabízejí různé výhody. První komerční LED podsvícený LCD televizor byl Sony Qualia 005 (uveden v roce 2004). U tohoto televizoru bylo použito podsvícení pomocí RGB LED, toto řešení nabízí barevné spektrum přibližně dvakrát větší než běžná CCFL LCD televize (kombinovaný světelný výkon z červené, zelené a modré LED produkuje jasnější bílé světla, než je tomu u jednoho bílého světla). RGB LED technologie se stále používá pro některé LCD televizory Sony BRAVIA a využívá technologií 'local dimming', která poskytuje výborný kontrast díky selektivnímu vypínání jednotlivých LED v tmavých scénách obrazu.
Edge LED podsvícení bylo také poprvé použito u společnosti Sony (září 2008) u 40″ ZX1 BRAVIA. Mezi hlavní výhody Edge-LED podsvícení je možnost vyrábět tenčí panely (ZX1 BRAVIA je tenký pouze 9.9mm). Samsung také uvedl na trh řadu Edge LED LCD televizorů s tenkými panely. Při použití Edge LED podsvícení je riziko, že obraz ztratí svou jednotnost, protože nelze vypnout pouze některé LED jako u maticového celoplošného podsvícení. RG(G)B LED podsvícení po celé ploše panelu čtyřmi barevnými LEDkami – červená, zelená, zelená, modrá. Toto podsvícení je často zaměňováno s tzv. Edge-LED.
LCD televizory podsvícené pomocí LED jsou považovány za nástupce plazmových a běžných LCD TV podsvícených CCFL trubicemi a to s delší životnosti (až 100 000 hodin) a lepší energetickou účinností. Na rozdíl od CCFL trubic lze LED vyrábět i bez použití rtuti, na druhou stranu jsou používány jiné prvky, jako například gallium a arsen, což znamená, že nelze s jistotou říci která z těchto technologií je lepší pro životní prostředí.
Protože LED se zapínají a vypínají mnohem rychleji než CCFL trubice, mohou displeje nabídnout vyšší světelný výkon a je teoreticky možné nabízet velmi vysoký kontrastní poměr. Dále mohou produkovat hlubokou černou a vysoký jas, nicméně toho lze dosáhnout pouze použitím maticového podsvícení. Edge-LED podsvícení tak skvělých výsledků nedosahuje.

## Historie
Sony byl prvním výrobcem vyrábějícím komerční LED podsvícené LCD televize Qualia KDX-46Q005 v roce 2005. Nicméně Samsung jako první použil termín "LED TV" ve své řadě Luxia Egde LED TV.
Samsung integroval LED podsvícení do 40, 48, 52 a 57 palcových verzí svých televizorů série LN-T81F v roce 2007 a série A950 v roce 2008.
Sony kromě RGB LED podsvícení (které stále používá u 46 a 55 palcových televizorů řady BRAVIA KDL-..X4500), také představila v roce 2008 první "flat-panel monitor" s technologií Edge-LED podsvícení.
V roce 2008 představil Sharp sérii AQUOS LC-XS1US, 52 a 65-palcové HDTV, u kterých používá LED podsvícení a plánuje výrobu Egde LED HDTV v druhé polovině roku 2009. LED televizory mají stále vysoké výrobní náklady, společnost Vizio představila model VF551XVT, nejlevnější HDTV s použitím LED podsvícení s cenou 2000 USD.
LG také představí vlastní LED podsvícený HDTV.
LED podsvícení se také běžně používá v počítačových monitorech např. Apple 24" a 30" cinema, Sony BRAVIA KLV-40ZX1M a monitory Dell G2210 a 2410.